# Санирау
Санира́у (каз. Саңырау) — село у складі Келеського району Туркестанської області Казахстану. Входить до складу Ошактинського сільського округу.
У радянські часи село називалось Шанрау.
Населення — 559 осіб (2021; 381 у 2009, 297 у 1999, 256 у 1989).